# Уильямсон, Джеймс (кинорежиссёр)
Джеймс Уильямсон (англ. James Williamson), 1855—1933 — английский кинорежиссёр, продюсер.

## Биография
Начинал как владелец аптеки в городе Хоув и как фотограф-портретист (вместе с Джорджем Альбертом Смитом и Коллинсом). С 1896 года начинает интересоваться кино.
В 1898 году ликвидирует аптеку и начинает снимать и продавать фильмы как владелец и директор «Уильпмсонс кинематографии компаний». Сначала занимался съемками хроник и лишь впоследствии ввел элементы сюжета.
С 1907 года Уильямсон прекращает производство игровых картин, занимаясь исключительно документальными фильмами, выпуская регулярно хронику «Уильямсонс Энимэйтед ньюс». С 1908 года Джемс Уильямсон занялся изготовлением кинематографической аппаратуры, а 1910 он закрывает студию в Брайтоне и прекращает кинематографическую деятельность.

## Фильмография
- 1898 — Стрижка клоуна / The Clown Barber
- 1900 — Невозможное купание
- 1900 — Возвращение солдата
- 1900 — Регате на Хэнли / хроника
- 1901 — Пожар / Fire!
- 1901 — Нападение на миссию в Китае / Attack on a China Mission
- 1901 — Держи вора! / Stop Thief!
- 1901 — Большой глоток / The Big Swallow
- 1901 — Восстановитель волос
- 1901 — Рай тружеников
- 1902 — Алло, вы слушаете? / Are You There?
- 1902 (1903) — Девочка со спичками / по Андерсену
- 1902 — Солдат запаса до и после войны / A Reservist Before and After the War
- 1903 — Дезертир